# Michael Ben-Ari

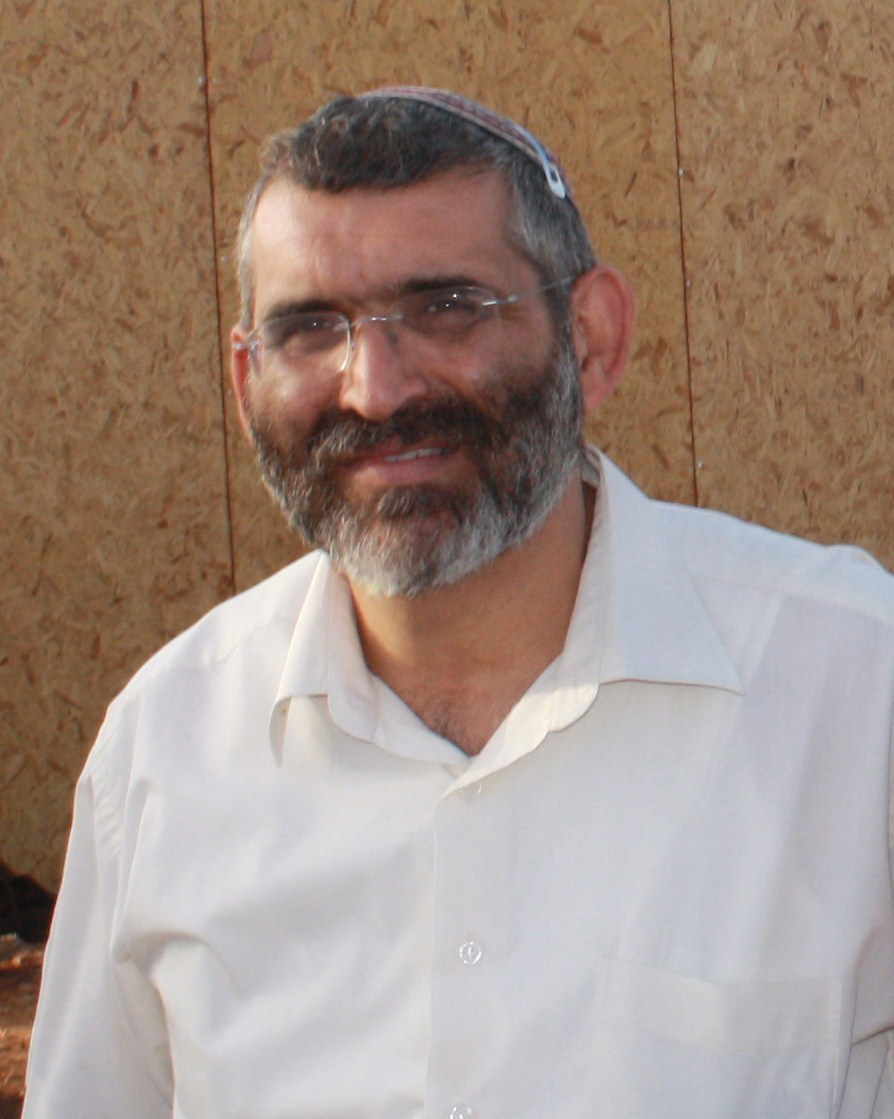
Michael Ben-Ari

Michael Ben-Ari (hebräisch מיכאל בן ארי‎, * 12. Oktober 1963) ist ein israelischer Politiker und ehemaliger Abgeordneter der Knesset. Während der Wahl zur 18. Knesset 2009 kandidierte er für die Nationale Union; er verließ diese später jedoch, um mit Arieh Eldad die Partei Otzma Jehudit zu gründen. Ben-Ari vertritt rassistische Positionen und einen radikalen religiösen Zionismus, der als Kahanismus bezeichnet wird, und ist ein Schüler des Rabbi Meir Kahane.

## Leben

### Herkunft und Ausbildung
Ben-Ari wuchs im Süden Tel Avivs als Sohn jüdischer Einwanderer aus Afghanistan und dem Iran auf. Er besuchte während seiner Jugend verschiedene Jeschiwot, darunter auch die in der ehemaligen israelischen Siedlung Jamit auf der Sinai-Halbinsel. Anschließend besuchte er die Bar-Ilan-Universität, von der er einen Bachelorabschluss in Erziehungswissenschaften und einen Masterabschluss in Talmudwissenschaften besitzt. Außerdem ist Ben-Ari Doktor der Philosophie und machte Studien zur Errichtung Großisraels (Eretz Israel) und der Archäologie.

### Politische Karriere
In den 2000er Jahren versuchte Ben-Ari mehrmals, mit verschiedenen Parteien in die Knesset einzuziehen, scheiterte jedoch jedes Mal an der Sperrklausel. Bei der Wahl zur 18. Knesset gelang ihm schließlich als Mitglied der Nationalen Union der Einzug ins israelische Parlament. In der Legislaturperiode machte er vor allem durch rassistische und provozierende Bemerkungen gegen Palästinenser und linksorientierte Israelis auf sich aufmerksam. 
Bei der Knesset-Wahl 2013 trat Ben-Ari mit der von ihm und Arieh Eldad neugegründeten Partei Otzma LeJisra'el an, scheiterte aber an der 2%-Hürde und verlor somit seinen Sitz im Parlament.
Ben-Ari ließ sich als Vertreter der Otzma Jehudit vor der Parlamentswahl in Israel 2019 als Spitzenkandidat aufstellen. Das oberste Gericht Israels folgte jedoch der Argumentation von Generalstaatsanwalt Avichai Mandelblit, der Ben-Ari der Förderung des Rassismus bezichtigt hatte, und befand am 18. März 2019, dass er von der Kandidatenliste zu streichen sei.

### Privatleben
Ben-Ari wohnt in der israelischen Siedlung Karnei Schomron. Er ist orthodox-jüdisch, verheiratet und Vater von neun Kindern. 

## Kontroversen
2009 schickte Ben-Ari einen Brief an mehrere israelische Politiker, in dem er schrieb, dass der Besuch von Papst Benedikt XVI. in Israel eine Beleidigung für Holocaust-Überlebende sei. Im September 2010 erklärte Ben-Ari: „Für jeden Toten auf unserer Seite müssen wir fünfhundert [Palästinenser] töten, nicht nur sechs.“ Im Januar 2011 bezeichnete Ben-Ari linksgerichtete Israelis als „Bazillen“, „Feinde Israels“ und „Verräter, die mit allen Mitteln verfolgt“ werden müssten.
Im März 2012 durfte Ben-Ari aufgrund seiner Verbindungen zu einer terroristischen Organisation – der Kach – nicht in die USA einreisen.
Vor dem Israelbesuch von Papst Franziskus I. im Sommer 2014 protestierte er gemeinsam mit Baruch Marzel und anderen Rechtsextremen mit Schildern, auf denen in Hebräisch Parolen wie „Das verfluchte Christentum“ (hebr. הנצרות הארורה) und „Unreiner Papst, verlass unser heiliges Land!“ (hebr. אפיפיור טמא צא מארצנו הקדושה) zu lesen waren. Am 15. Mai 2016 nahm Ben-Ari mit Anhängern von Im Tirtzu an einer Demonstration gegen israelische Araber, die an diesem Tag traditionell der Nakba gedenken, teil. Später verkündete er höhnisch: „Wir sind hierhergekommen, um [den Arabern] ein frohes Nakbafest zu wünschen. Sie heulen, weil sie es nicht geschafft haben, uns zu vernichten.“
Im Sommer 2016 trat er gegen das Gerichtsverfahren gegen Elor Azaria, der am 24. März 2016 in Hebron einen bereits am Boden liegenden angeschossenen palästinensischen Attentäter erschossen hatte, ein. Im Zuge einer Demonstration wurde Ben-Ari von vermummten Linksradikalen mit Tränengas angegriffen.

## Weblink
- Michael Ben-Ari auf der Webseite der Knesset